# آشفتگی مطلق
«آشفتگی مطلق» (انگلیسی: Total Siyapaa) فیلمی هندی در سبک رمانتیک است که در سال ۲۰۱۴ منتشر شد. از بازیگران آن می‌توان به علی ظفر و انوپم کهیر اشاره کرد.